# آلیکس، آلبرتا
آلیکس، آلبرتا (به انگلیسی: Alix, Alberta) یک منطقهٔ مسکونی در کانادا است که در آلبرتا واقع شده‌است.

## خصوصیات
آلیکس ۳٫۱۵ کیلومترمربع مساحت و ۸۳۰ نفر جمعیت دارد و ۸۹۵ متر بالاتر از سطح دریا واقع شده‌است.